# Romano Buschi
Romano Buschi (Albino, 6 luglio 1901 – ...) è stato un calciatore italiano, di ruolo attaccante.

## Carriera
Cresce nell'Alzano in terza divisione per passare all'Atalanta, con cui debutta in Prima Categoria (l'attuale Serie B).
Con i nerazzurri disputa cinque stagioni tra Serie A e Serie B, contribuendo alla promozione nella Divisione nazionale nella stagione 1928-1929.
Spese la sua maturità nel Lecco, dove rimane fino al 1938, e nell'Olginatese.

## Palmarès

### Club

#### Competizioni nazionali
- Prima Divisione: 1

Atalanta: 1927-1928
- Seconda Divisione: 1

Olginatese: 1938-1939